# Ekonomikritik
Ekonomikritik är kritik av “det ekonomiska” i sig, och i synnerhet mot uppfattningen av "det ekonomiska" som ett samhälleligt a priori. Ekonomikritiken menar att de praktiker, axiom och naturaliserade kategoriseringar som förekommer inom ramen för ekonomin är uppburna av samhälleliga (normativa) praktiker och metafysiska antaganden, snarare än några som helst förmenta "lagbundenheter" eller eviga sanningar. Ekonomikritiker lutar sig ofta på historiska bevis för att det vi idag uppfattar som "det ekonomiska", inte är någonting evigt, utan snarare något relativt nytt som uppkommit i samband med moderniteten. Den så kallade "ekonomin" ses alltså till följd av detta bara som ett (ofta högst suboptimalt) vis att fördela resurser som har förekommit genom människans historia. Det förekommer också att ekonomikritiker, men ibland också ekonomer själva, anser att de synsätt som praktiseras av ekonomer är felaktiga, eller direkt pseudovetenskapliga.
Det finns idag många olika ekonomikritiska infallsvinklar, men vad de har gemensamt är kritik av vad som uppfattas som ekonomernas dogma och normativa praktiker. Till följd av att ekonomikritiker kritiserar kategorin ekonomi i sig, är de inte intresserade av att skapa teoribildningar angående hur man ska kunna administrera och upprätthålla de samtida resursfördelningspraktikerna.

## Historia
Ekonomikritiken förutsätter att det finns ett koncept av "det ekonomiska", vilket är ett relativt nytt fenomen som uppkommit först i samband med moderniteten dessförinnan var andra resursfördelningspraktiker, och historiemetafysiska konfigurationer förhärskande.

## Ekonomikritik i kontrast till vanlig kritik av ekonomiska fenomen
Det är möjligt att göra en distinktion mellan verklig kritik av den politiska ekonomin i sig, alltså ekonomikritik, och vanlig kritik av "ekonomin". Författare som exempelvis Marx, kritiserar de fundamentala grundkoncepten och kategorierna i den politiska ekonomin i sig medan författare som intresserar sig för vanlig kritik av ekonomiska fenomen snarare bekymrar sig med hur "banker är dåliga" eller att "folk köper för få varor" eller hävdar att "lösningen" ligger i att "reporäntan måste höjas eller sänkas", och så vidare. Dessa senare författare angriper vissa praktiker, institutioner, eller fenomen, ofta i försök att "rädda" den politiska ekonomin, genom att kritisera vad de uppfattar som källan till problematiken. Dessa författare kan således föreslå exempelvis basinkomst eller andra liknande förslag för att hålla konsumtionen på en tillräcklig nivå trots att lönearbete blir allt mer värdelöst på grund av automatisering, för att på det viset lyckas hålla "ekonomin" i rullning.

## Ruskins romantiska ekonomikritik

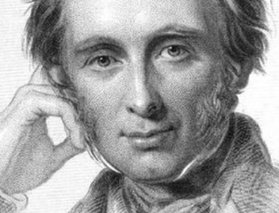
Ruskin

Under 1860-talet publicerade ruskin sin essä Unto this last, som han kom att se som sitt mest centrala verk. Skriften skrevs ursprungligen som en serie magasin, men de var tvungna att sluta publiceras, på grund av den stora kontroversen som följde.
Ruskin är dock mest känd som en av sin tids allra mest centrala konsthistoriker, något som gjorde att han redan hade viss insikt i medeltidens förkapitalistiska samhällens civilisation, och dess väsensskilda sociala organisation. Genom denna insikt kunde Ruskin skärskåda den klassiska nationalekonomin, (som på den tiden kallades den politiska ekonomin), så som den skapats av John Stuart Mill, Adam Smith och David Ricardo. Ruskin betraktade ekonomin som "en sorts kollektivt hjärnsläpp". Detta till följd av att den var så häpnadsväckande dåraktig att den intresserade honom lika lite som ”en vetenskap om gymnastiken som utgick från att människorna inte hade några skelett”. ”Den moderna nationalekonomin”, menade Ruskin, ”står på en exakt likadan grund. Enligt Ruskin genom ett antagande som liknar att tro, inte att människan saknar skelett, utan att hon helt består av skelett, och den grundar en förbenande framstegsteori på detta förnekande av en själ; och sedan den har visat allt, som kan göras av ben, och konstruerat ett antal intressanta geometriska figurer med dödskalle och benpipor, bevisar den framgångsrikt olägligheten av att en själ åter visar sig i dessa kroppsstrukturer. Ruskin skrev: "jag förnekar inte sanningen i denna teori: jag förnekar bara dess tillämplighet på världens nuvarande stadium.”
Ghandi blev influerad av Ruskin, och översatte hans verk Unto this last år 1908, som han släppte under titeln Sarvodaya, som betyder "framåtskridande för alla".

Ruskin myntade också termen 'Illth' för att referera till oprouktiv rikedom.
[...] the art of becoming "rich," in the common sense, is not absolutely nor finally the art of accumulating much money for ourselves, but also of contriving that our neighbours shall have less. In accurate terms, it is "the art of establishing the maximum inequality in our own favour." - Ruskin

## Marx ekonomikritik

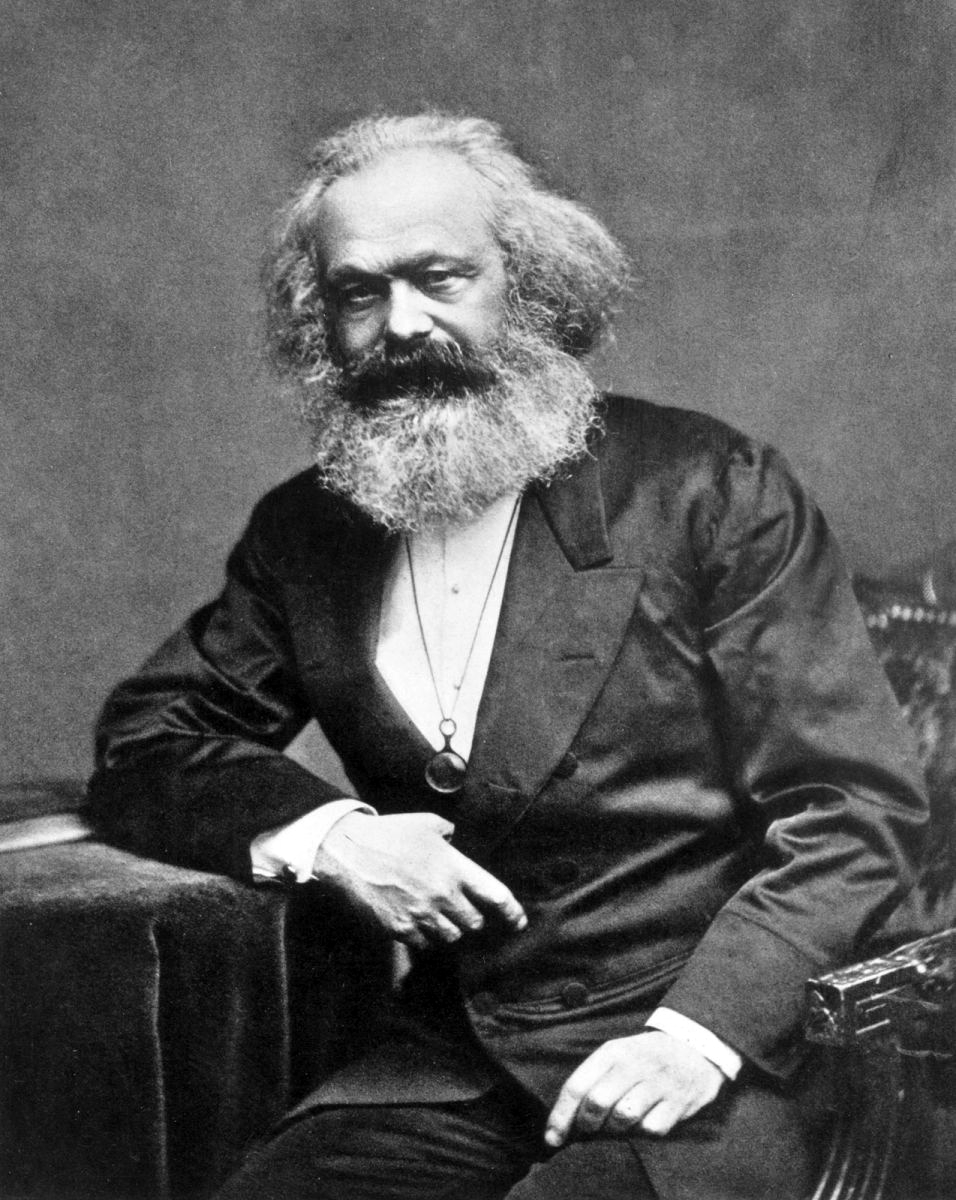
Karl Marx, troligt den kändaste ekonomikritikern.

Marx ekonomikritik omfattar hans undersökning av vad som senare har kommit att kallas reella abstraktioner av vissa forskare. Marx är vidare troligt den kändaste ekonomikritikern. Marx centrala ekonomikritiska verk är Grundrisse, Till kritiken av den politiska ekonomin och Kapitalet. Kritik av den politiska ekonomin. Att de explicit döpts till Till kritiken av den politiska ekonomin och Kapitalet. Kritik av den politiska ekonomin har dock inte stoppat kontrovers gällande att dessa verk skulle vara "ekonomiska teorier". Vilka då anses gälla hur ett (implicit) kapitalistiskt produktionssätt ska förvaltas, något som förespråkades flitigt av ortodoxin i det forna östblockets samhällen, snarare än kritiska undersökningar. Det fanns dock även under den perioden vissa som snarare mer eller mindre explicit lutade mot ekonomikritik, som Roman Rosdolsky. Den Marxska ekonomikritiken skärskådar alltså de förment "naturliga" och "transhistoriska" kategorier som ligger till grund för analysen i Kapitalet: vara, pengar, värde, arbete, kapital.
| ”                                                                    | De / anm: ekonomerna/ liknar i detta avseende också teologerna, som också skiljer på två slags religioner. Varje religion, som inte är deras egen, är en uppfinning av människorna, medan deras egen religion är en uppenbarelse av Gud. När ekonomerna säger att de nuvarande förhållandena - de borgerliga produktionsförhållandena - är naturliga vill de därmed låta förstå att det är förhållanden, i vilka rikedomsalstringen och produktivkrafternas utveckling sker i enlighet med naturlagarna. På så sätt är dessa förhållanden själva av tidens inflytande oavhängiga naturlagar. Det är eviga lagar, som alltid måste styra samhället. På så sätt har det funnits en historia, men det finns inte längre någon; det har funnits en historia därför att feodala institutioner ägt bestånd och därför att man i dessa feodala institutioner finner produktionsförhållanden fullständigt olika det borgerliga samhällets, som ekonomerna vill ha erkända som naturliga och följaktligen eviga. | „ |
| – Karl Marx - Sjunde och sista anmärkningen, Filosofins elände, 1847 | |   |

## Övriga ekonomikritiker
- Carl Jonas Love Almqvist har också en romantisk ekonomikritik.[26][27]
- En arbetskritiker som också var ekonomikritiker är Paul Lafargue.[28]
- En sociologisk ekonomikritiker är Orlando Patterson. - Patterson har specifikt kritiserat nationalekonomin för pseudovetenskapliga praktiker.[29]
- Claus Peter Ortlieb är en tysk matematiker som bland annat var ekonomikritisk, men beklagade sig över bristerna gällande matematisk modellering hos samtida vetenskap generellt.
- Rasmus Fleischer har använt sig av ekonomikritiskt tankegods i sin avhandling Musikens politiska ekonomi - Lagstiftningen, ljudmedierna och försvaret av den levande musiken, 1925–2000.[30]
- Peter Nobel har kritiserat att man upprättat ett faskt "nobelpris" vid namn "Sveriges Riksbanks pris i ekonomisk vetenskap till Alfred Nobels minne". Vilket han hävdar är till vanära av hans släkting Alfred Nobel. Då han anser att "ekonomi" en pseudovetenskap, och att de flesta ekonomipris har gått till personer som spekulerar i aktier och optioner. Som Nobel verkar emot Alfred Nobels mål att förbättra människans villkor och gagna mänsklighetens överlevnad.[31][32]